# Municipio de Cedar Creek (condado de Muskegon)
El municipio de Cedar Creek (en inglés: Cedar Creek Township) es un municipio ubicado en el condado de Muskegon en el estado estadounidense de Míchigan. En el año 2010 tenía una población de 3186 habitantes y una densidad poblacional de 34,11 personas por km².

## Geografía
El municipio de Cedar Creek se encuentra ubicado en las coordenadas 43°21′3″N 86°5′37″O / 43.35083, -86.09361. Según la Oficina del Censo de los Estados Unidos, el municipio tiene una superficie total de 93.4 km², de la cual 89,87 km² corresponden a tierra firme y (3,78 %) 3,53 km² es agua.

## Demografía
Según el censo de 2010, había 3186 personas residiendo en el municipio de Cedar Creek. La densidad de población era de 34,11 hab./km². De los 3186 habitantes, el municipio de Cedar Creek estaba compuesto por el 96,08 % blancos, el 1 % eran afroamericanos, el 0,38 % eran amerindios, el 0,19 % eran asiáticos, el 0,31 % eran de otras razas y el 2,04 % eran de una mezcla de razas. Del total de la población el 2,48 % eran hispanos o latinos de cualquier raza.